# 秦野節司
秦野 節司（はたの さだし、1929年 - 2022年2月3日）は、日本の生物学者。1966年、動物の筋肉以外から世界で初めてアクチンの単離に成功した。名古屋大学名誉教授。理学博士。神谷宣郎、大沢文夫 の直弟子。2022年2月3日死去。叙従四位、瑞宝中綬章追贈。

## 研究
研究室の大沢文夫教授は、アクチンが生物運動の基本的要素と考えていた。1966年、大沢研究室の助手だった秦野節司は植物の細胞質流動はアクチンが担っていると考え、真正粘菌からアクチンの単離に成功した 。つまり、動物の筋肉以外から世界で初めてアクチンの単離に成功したのである。
この非筋アクチンは、原形質流動だけでなく、細胞分裂や細胞移動にも機能することがわかり、細胞運動の分子機構の解明は大きく前進した。
所属していた名古屋大学・分子生物学研究施設は、世界的に著名な大沢文夫、岡崎令治（岡崎フラグメントの発見者）、三浦謹一郎などを擁し、自由闊達な独特の研究文化を醸成し、分子生物学の梁山泊だった。秦野門下から、尾張部克志、松村文夫（ラトガース大学教授）、長谷川孝幸など、優れた細胞生物学者が輩出した。

## 略歴
- 19xx年 大阪大学理学部生物学科卒業
- 19xx年 名古屋大学理学部 助手
- 19xx年 名古屋大学理学部 助教授
- 19xx年 名古屋大学理学部 教授
- 19xx年 名古屋大学定年退官、名古屋大学名誉教授